# Bramenschorsbekertje
Het bramenschorsbekertje (Pezicula rubi, synoniem: Pezicula rhabarbarina) is een schimmel behorend tot de familie Dermateaceae. Het leeft saprotroof (?) op dode stengels van bramen (Rubus fruticosus sensu lat.) bossen en aan bosranden. Hij is ook bekend van de framboos (Rubus idaeus) en rozen (Rosa). Vruchtlichamen komen voor van juni tot in oktober.

## Verspreiding
In Nederland komt het bramenschorsbekertje zeldzaam voor. Het staat niet op de rode lijst en is niet bedreigd.